# Спортен клуб
Спортен клуб е организация, която развива и популяризира физическото възпитание и спорта, осъществява тренировъчна и спортно-състезателна дейност по отделен спорт или по няколко вида спорт.
Често спортните клубове са организирани в спортни федерации, лиги и други сдружения – на национален или регионален принцип, по отделни спортове, като чрез тях провеждат турнири помежду си.
В България спортните клубове получават своя статут (спортен лиценз) по Закона за физическото възпитание и спорта. Те се регистрират по Закона за юридическите лица с нестопанска цел като юридическо лице (сдружение с нестопанска цел) или по Търговския закон като акционерно дружество. Спортните клубове имат регистър в Министерството на физическото възпитание и спорта и се вписват по предложение на лицензирана спортна организация, на която са членове.